# Preciosismo
Preciosismo es la denominación de un movimiento social y cultural de naturaleza barroca que precede al clasicismo francés y hasta cierto punto lo prepara, en la primera mitad del siglo XVII. Vinculado a una moda social (la poussée précieuse), que responde a un deseo de elevación y refinamiento en los modales, costumbres y gustos, sentido por una parte de la alta sociedad parisina como reacción a lo que consideraba formas vulgares de la Corte de Enrique IV.

## Acepciones
Al principio, parece haberse aplicado a las personas que seguían de cerca la última moda y empleaban impropiamente la palabra précieux con el sentido del español «bonito, excelente», que no tiene en francés. Las "preciosas", pues, fueron llamadas así por la frecuencia con que empleaban esta voz, como más tarde las incroyables y merveilleuses de la época revolucionaria. Se ha dicho de las personas que concedían importancia peculiar a los buenos modales, en literatura así como en la vida social; luego, por extensión normal (como en existencialista), de las personas que exageraban estas preocupaciones con ridícula afectación. En ambos sentidos, el preciosismo representa las mismas tendencias que el culteranismo o el gongorismo español, el marinismo italiano, el eufuismo inglés, todos ellos movimientos sincrónicos. Debe tenerse en cuenta que la última acepción de la voz es secundaria, en lo que supone de intención satírica y peyorativa, y se refiere sólo a las exageraciones de la moda.

## Refinamiento
Las preciosas contribuyeron al refinamiento de la vida social, a la penetración de los intelectuales y de los artistas en los círculos aristocráticos culturales y, en definitiva, a la implantación del nuevo estilo de vida que caracteriza el clasicismo francés. Estas mujeres eran además hijas de apoderados y hasta de padres protestantes, lo que les permitía ilustrarse de manera secreta; puesto que  en esta época el conocimiento le estaba prohibido a la mujer.  Estas mujeres se alimentarán de ciertas ideas neoplatónicas del amor sobre todas las cosas y de allí generarán que los hombres deban comportase a la altura que ellas exijan. Los hombres entonces tendrán que entrar en el arte de la galantería, sin importar si había o no amor de por medio, lo que importaba era el gesto refinado por ganarse el aprecio y admiración y respeto de la mujer. Los preciosos de ambos sexos solían reunirse en salones, tanto en París como en provincias. Sus diversiones más acostumbradas consistían en juegos de sociedad, a menudo con matiz literario, y de ahí el desarrollo de ciertos géneros literarios que se prestaban más a aquellos juegos, tales como las máximas, los retratos morales, los versos improvisados sobre rimas o sobre temas dados; en discusiones libres sobre la actualidad, de ahí el desarrollo, a lo largo de ese siglo, de la crítica literaria moderna; en cartas escritas o recibidas, de ahí el auge de la literatura epistolar. Todo ello explica la moda de los salones literarios. Sin embargo, las exigencias de estas mujeres llegaron a tal grado que este círculo de hombres aceptados era cada vez menor, y al final hasta los poetas como Malherbe fueron expulsados de esos  círculos de reuniones de los grandes salones. Vale aclarar que en su momento los poetas fueron útiles para estas mujeres, puesto que con ellos se intercambiaban pensamientos filosóficos y literarios, estos además leían la poesía de estas mujeres y se creaba un ambiente de ilustración.

## Literatura francesa
La corriente preciosista ha producido resultados importantes en la literatura francesa. Se le debe una revisión cuidadosa de los valores lingüísticos, con una nueva clasificación de las palabras, según conceptos de corrección o de dignidad estilística; este escrúpulo, traducido luego en la actividad lingüística depuradora de Vaugelas (1595-1650) y en el Dictionnaire de l'Académie Française (1694), dominaría la época clásica y constituye el esfuerzo colectivo más importante en cuanto a la creación de una lengua literaria pura y refinada.

## La vida de salón
La vida de salón, característica de la sociedad preciosista, será otra constante de la vida literaria francesa, hasta muy entrado el siglo XIX, y ha contribuido no sólo a la formación de una literatura especialmente matizada por esta convivencia social, sino a su centralización exclusiva en París. De esta vida de salón, el primer resultado ha sido la Academia Francesa, que fue en sus comienzos un salón más, formado en su mayoría por preciosos. Los otros resultados fueron la idea de que la literatura se dirige a las élites sociales e intelectuales de una nación; la importancia cada vez mayor que se ha ido atribuyendo a la mujer, como juez de la literatura, como protagonista, y luego como autor; en fin, debido a las conversaciones, normalmente de matiz cortesano y galante, la propensión de esta misma literatura a la preocupación moral, al análisis psicológico y a la confesión. Además, el hecho de presentarse las obras literarias en círculos más o menos competentes, que las discuten antes de que adquieran su forma definitiva (tal fue el caso característico de las Máximas de La Rochefoucauld, somete a la crítica las expresiones impropias, propone a la deliberación en común las variantes posibles y las formulaciones diferentes y conduce de este modo al cuidado estilístico de la justesse o acierto de la correspondencia entre la imaginación y su expresión, que es el mayor descubrimiento estilístico de la época clásica y sigue siendo la mayor virtud del idioma francés `Frente a este cuadro positivo, los errores del p. son las mismas exageraciones que cunden por toda Europa en la literatura y en el arte y han sido ridiculizadas por Moliére en su comedia Las Preciosas, desprestigiadas por los usos que de los mismos procedimientos hizo, con intenciones diferentes, el arte burlesco.
El centro más representativo del preciosismo ha sido el célebre Hótel de Rambouillet de París, de 1618 a 1653 aprox.; presidido en su casa por Catherine de Vivonne, marquesa de Rambouillet, y frecuentado por Fançois Malherbe, iniciador de la poesía clásica en Francia; por Racan (1589-1670), su discípulo preferido, autor de pastorales dramáticas; el crítico literario Chapelain (1595-1674), Georges de Scudéry (1601-1667) y su hermana Madeleine de Scudéry (1607-1701), Rotrou (1609-50), y sobre todo por el animador de los juegos y de las diversiones, Vincent Voiture, que fue el mejor representante de la poesía festiva. Casi todos los escritores de la época pasaron por este salón, entre ellos Corneille y Bossuet, así como el oráculo de la prosa literaria y epistolar, Jean-Louis Guez de Balzac (1594-1654). La Academia Francesa empezó por la reunión, en casa de Valentin Conrart (1624), más o menos de las mismas personas; el apoyo que le concedió Richelieu, a quien se debe su estatuto oficial (1635), se explica probablemente por el deseo del ministro de quitar importancia a las reuniones del Hótel de Rambouillet, que le resultaba más difícil vigilar. Hubo salones literarios, de matiz más o menos precioso, en casa del filólogo Gilles Ménage (1613-92), del burlesco Scarron (1610-60), de la señora de Sablé y sobre todo de Madeleine de Scudéry, célebre novelista preciosa, que recibía ayudada por Pellisson y en donde nació la moda de los gráficos literarios (Mapa del País de Tendre). Somaize, autor de un Dictionnaire des Précieuses (1661), cuenta en París 800 preciosas; Michel de Pure, en La Précieuse, ou le mystére des ruelles (1656), ha hecho una apología del p. y ha dado una pintura de sus salones, de sus tipos y de sus preocupaciones. Ciertos críticos modernos llaman p. a cualquier manifestación literaria recurrente de refinamiento amanerado; lo cual produce una confusión más alrededor de este término, ya bastante vacilante entre su significado positivo y el peyorativo.

## El feminismo premoderno de las preciosas
En la genealogía del feminismo se habla de feminismo premoderno, para referirse a la época en que se recogen las primeras polémicas feministas. El Preciosismo se encuadra dentro de este bloque histórico, pues en palabras de Ana de Miguel:

En la Francia del siglo XVII, los salones comenzaban su andadura como espacio público capaz de generar nuevas normas y valores sociales. En los salones, las mujeres tenían una notable presencia y protagonizaron el movimiento literario y social conocido como preciosismo. Las preciosas, que declaran preferir la aristocracia del espíritu a la de la sangre, revitalizaron la lengua francesa e impusieron nuevos estilos amorosos; establecieron pues sus normativas en un terreno en el que las mujeres rara vez habían decidido.

Para Oliva Blanco, la especificidad de la aportación de los salones del XVII al feminismo radica en que «gracias a ellos la 'querelle féministe' deja de ser coto privado de teólogos y moralistas y pasa a ser un tema de opinión pública» En los salones, las mujeres potencian su protagonismo tanto en la nueva socialidad que se va constituyendo, como en los géneros literarios así como en la filosofía femenina, frente a la de los filósofos. Después de una primera fase en la que los temas a tratar giran en torno al amor y a la amistad, poco a poco se van incorporando científicos y filósofos que enlazarán con la Ilustración, si bien será una "Ilustración olvidada", pues, finalmente, las mujeres serán relegadas una vez más, a los espacios privados, donde no ejercerán los derechos del hombre y ciudadano (1789). La influencia del preciosismo en Poullain de la Barre es uno de los ejes del desarrollo de lo que se considera, en palabras de Celia Amorós

el primer pensador en la Europa moderna que construye toda su filosofía social en un concepto universalista de igualdad

Sin embargo, se conoce mejor la reacción patriarcal a este fenómeno,en obras como Las mujeres sabias de Molière y La culta latiniparla de Quevedo.
La investigadora francesa Séverine Auffret en Una historia del feminismo. De la antigüedad a nuestros días señala como la crítica feminista moderna ha revelado el importante papel desempeñado por el movimiento precioso en una nueva conciencia de la dignidad, pero sobre todo de la libertad femeninas "con un papel más contestatario y audaz".  "Esas mujeres tomaron posiciones sorprendentemente avanzadas sobre la sexualidad, el matrimonio y la procreación obligatoria. Denunciaron la forma patriarcal y comercial del matrimonio y muchas veces el matrimonio en sí mismo. Querían unir la sexualidad con el sentimiento, pero sobre todo con la autenticidad del deseo. Algunas llegaron a pregonar una unión libre." Preconizaron la elección consciente de la maternidad, pusieron en valor los métodos de anticoncepción, entre ellos la interrupción voluntaria del embarazo de la época, señala Auffret. Las preciosas se divertían, bromeaban, holgazaneaban, se entregaban a ocupaciones culturales (poesía, música y pintura) hacían durar la juventud de las niñas, pasaban agradablemente el tiempo, una reacción hedonista contra las austeridades de la Contrarreforma.

## Reacciones
En contra parte surge un grupo de hombres, los pedantes como Molière los cuales consideran que lo que están haciendo Las preciosas es una ofensa contra la tradición y por ende no dudan en criticarlas, parodiarlas y recordar que la ilustración y el conocimiento es un espacio único de los hombres; es decir, un grupo de hombres que busca restablecer el orden que Las preciosas y Los preciosistas estaban cuestionando. Entre ellos está François Grenaille quien hizo varios escritos en contra de ellas y sus nuevos principios. 
El movimiento tuvo una fuerte influencia sobre la poesía de los franceses preciosistas de este siglo, la configuración social y hasta el comportamiento mismo de dicha sociedad burguesa. Hombres refinados, galantes, sensibles y hasta con manerismos. Todo ante una demanda y una crítica sobre el curso de la sociedad por parte de estas mujeres que además, muchas de ellas, llegaron a escribir sus propias obras, cosa que antes de esto era prohibido y/o mal visto en el género.